# 小跪凳

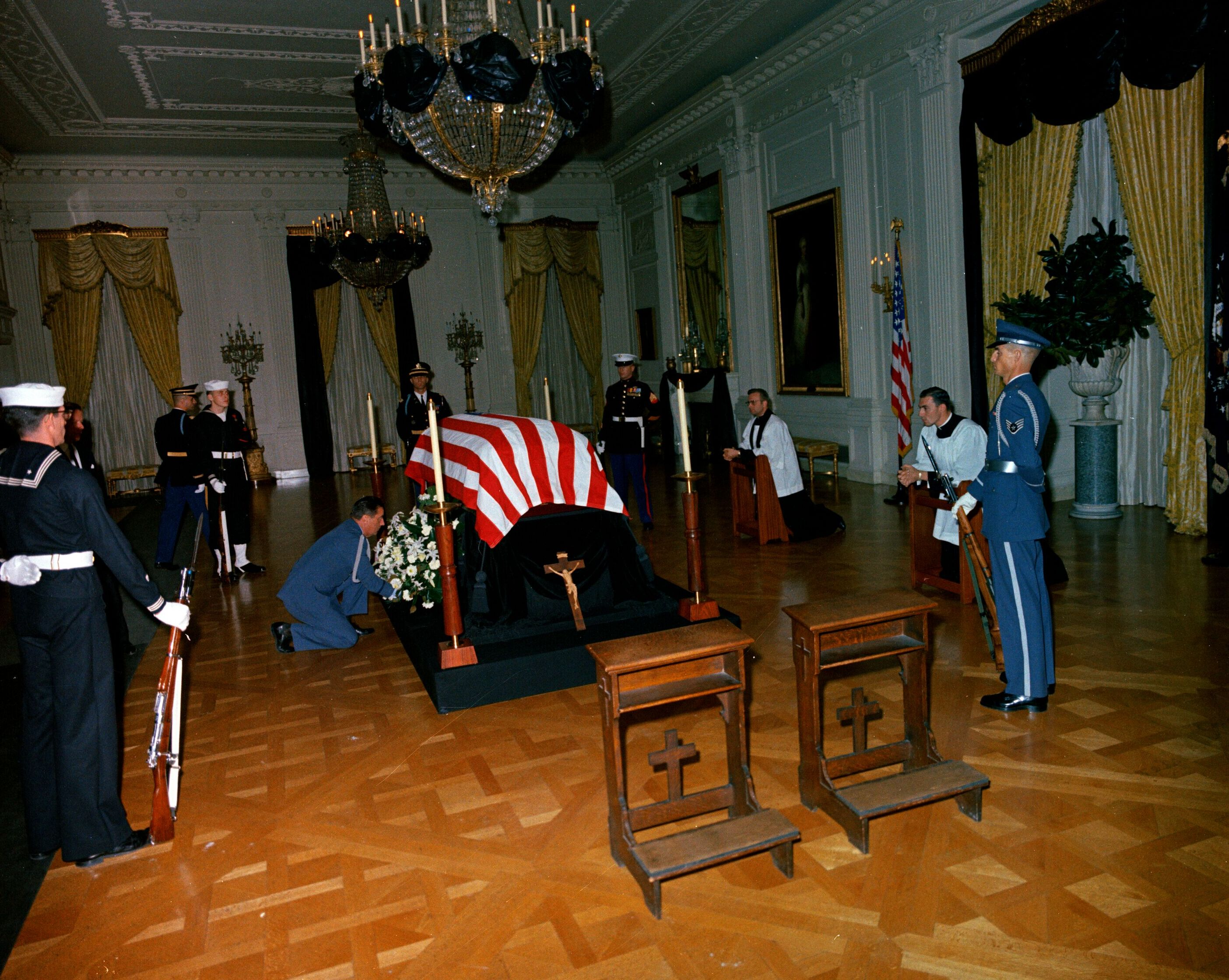
1963年於白宮東廳朝向前美國總統約翰·肯尼迪棺材的小跪凳，右方還有多兩張，蒙席Robert Mohan和Gilbert Hartke神父兩人正在祈禱。

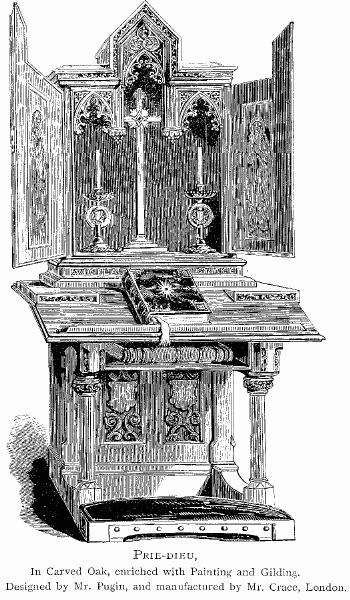
頗為大型，細密地雕刻，有祭台的小跪凳

小跪凳（法文：prie-dieu），是指原本用於個人祈禱的祈禱桌子方式，又可能用於教堂裏。這張小型細密地雕刻的木台具有用於支撐書或手的傾斜台面和跪台（英文：kneeler），有時以軟墊扶手代替傾斜台面，以便不須書籍的祈禱（舉例玫瑰經）或個人非禮儀性的祈禱。
教堂婚禮有時提供小跪凳，以便新娘和新郎禮儀時跪下，或神職人員領導教友祈禱。

## 外部文獻
- Chisholm, Hugh (编). .  22 (第11版). London: Cambridge University Press: 316. 1911.
- Medieval and Renaissance prie-dieux （页面存档备份，存于）